# Nishina Morinobu
 (décembre 2020).
Si vous disposez d'ouvrages ou d'articles de référence ou si vous connaissez des sites web de qualité traitant du thème abordé ici, merci de compléter l'article en donnant les références utiles à sa vérifiabilité et en les liant à la section « Notes et références ».
Nishina Morinobu (仁科盛信, né en 1557, mort le 25 mars 1582) est un commandant samouraï de l'époque Sengoku et vassal du clan Takeda. 

## Biographie
Il est le cinquième fils de Takeda Shingen, sa mère est la dame Yukawa.
Il est initialement connu sous le nom de « Takeda Harukiyo » (武田晴清) puis est adopté par le clan Nishina de la province de Shinano en 1561. Il s'agit alors d'une manœuvre de son père afin de s'assurer le contrôle de cette province.
Lors de l'invasion du territoire Takeda par l’alliance Oda-Tokugawa en 1581, il est chargé de défendre le château de Takatō (高遠城) dans le sud de Shinano avec l'un de ses alliés, Oyamada Masayuki. Le chef de l'armée adverse, et présumé héritier d'Oda Nobunaga, Oda Nobutada, qui avait lui-même édifié cette citadelle, lui envoie un prêtre bouddhiste pour l'inviter à se rendre. Celui-ci est renvoyé avec le nez et les oreilles tranchés. À la suite de cette rebuffade, Nobutada lance une attaque de grande envergure sur le château et tue Morinobu.